# Diguetia
Diguetia là một chi nhện trong họ Diguetidae.